# Norbert Kamp (Bibliothekar)
Norbert Kamp (* 12. Dezember 1959 in Oberhausen) ist ein deutscher Bibliothekar. Seit 1991 leitet er die Stadtbüchereien Düsseldorf.

## Leben und Wirken
Nach seiner Reifeprüfung am Freiherr-vom-Stein-Gymnasium Oberhausen und der Ableistung des Wehrdienstes studierte Norbert Kamp seit dem Wintersemester 1980/81 an der Universität-Gesamthochschule Essen Germanistik und Geschichte auf Lehramt. 1985 legte er die Staatsprüfung für das Lehramt für die Sekundarstufe II, 1986 für die Sekundarstufe I ab. Im Jahre 1988 promovierte er in Essen bei dem Erziehungswissenschaftler und Bildungsforscher Klaus Klemm. Im gleichen Jahr trat er als Bibliotheksreferendar an der Stadtbibliothek Essen in die Ausbildung für den höheren Bibliotheksdienst ein und absolvierte 1990 die Fachprüfung hierfür an der Fachhochschule für Bibliotheks- und Dokumentationswesen in Köln. Kurze Zeit war er dann wissenschaftlicher Mitarbeiter beim Landkreistag Nordrhein-Westfalen und arbeitete als Bibliothekar an der Universitätsbibliothek Witten-Herdecke.
Im Jahre 1991 wechselte er nach Düsseldorf und wurde dort Leiter der Stadtbüchereien Düsseldorf. 1998 wurde er zum Leitenden Bibliotheksdirektor ernannt und entwickelte das öffentliche Büchereiwesen in der Landeshauptstadt zu einer modernen Informationseinrichtung. 2023 wurde die Zentralbibliothek Düsseldorf vom Deutschen Bibliotheksverband als „Bibliothek des Jahres“ ausgezeichnet. Dies steht im Zusammenhang mit der Eröffnung der Zentralbibliothek in einem neuen Düsseldorfer Kulturzentrum (KAP1).
Über 30 Jahre war Norbert Kamp als Direktor der Düsseldorfer Stadtbüchereien tätig, wenn der 65-jährige in den Ruhestand geht. Die offizielle Verabschiedung findet am 10. Juli 2025 statt.

## Schriften
- Das Abiturreglement von 1788. Zur Diskrepanz von Schulverwaltungsanspruch und Wirklichkeit. Dissertation Universität Essen 1988.
- Aufgaben und Ziele öffentlicher Bibliotheken. Suche nach neuen Wegen. In: Bibliotheksdienst, Bd. 25 (1991), S. 990–1008.
- Die Entstehung der Städtischen Bücherhalle Essen. Ein Beitrag zur Geschichte des Öffentlichen Bibliothekswesens. In: Bibliothek. Forschung und Praxis, Bd. 15 (1991), S. 364–389.
- Die Konzeption der Stadtbüchereien Düsseldorf. Eine Antwort auf die Informationsgesellschaft. In: Mitteilungsblatt / Verband der Bibliotheken des Landes Nordrhein-Westfalen, N.F., Bd. 43 (1993), S. 244–250.
- Erwerbungspolitik in Zeiten leerer Kassen. Neue Strategien zur Beschaffung und zum Einsatz finanzieller Ressourcen. In: Hartwig Lohse (Hrsg.): Arbeitsfeld Bibliothek (= Zeitschrift für Bibliothekswesen und Bibliographie, Sonderhefte, Bd. 59). Klostermann, Frankfurt/M. 1994, S. 228–235, ISBN 3-465-02631-4.
- (mit Stephan Schwering): Die neue Zentralbibliothek der Stadtbüchereien Düsseldorf. Weg, Vision, Zielgruppen und Veränderungsprozess. In: BIT online, Bd. 24 (2021), S. 37–45.
- Menschen, Medien, Möglichkeiten. Die Zentralbibliothek Düsseldorf im KAP1. Landeshauptstadt Düsseldorf 2022.
- (Mitautor): Zentralbibliothek im KAP1. Vom Logistikgebäude zur "Bibliothek des Jahres 2023". In: ABI-Technik, Bd. 44 (2024), S. 2–18 (PDF).